# Múmias Guanche

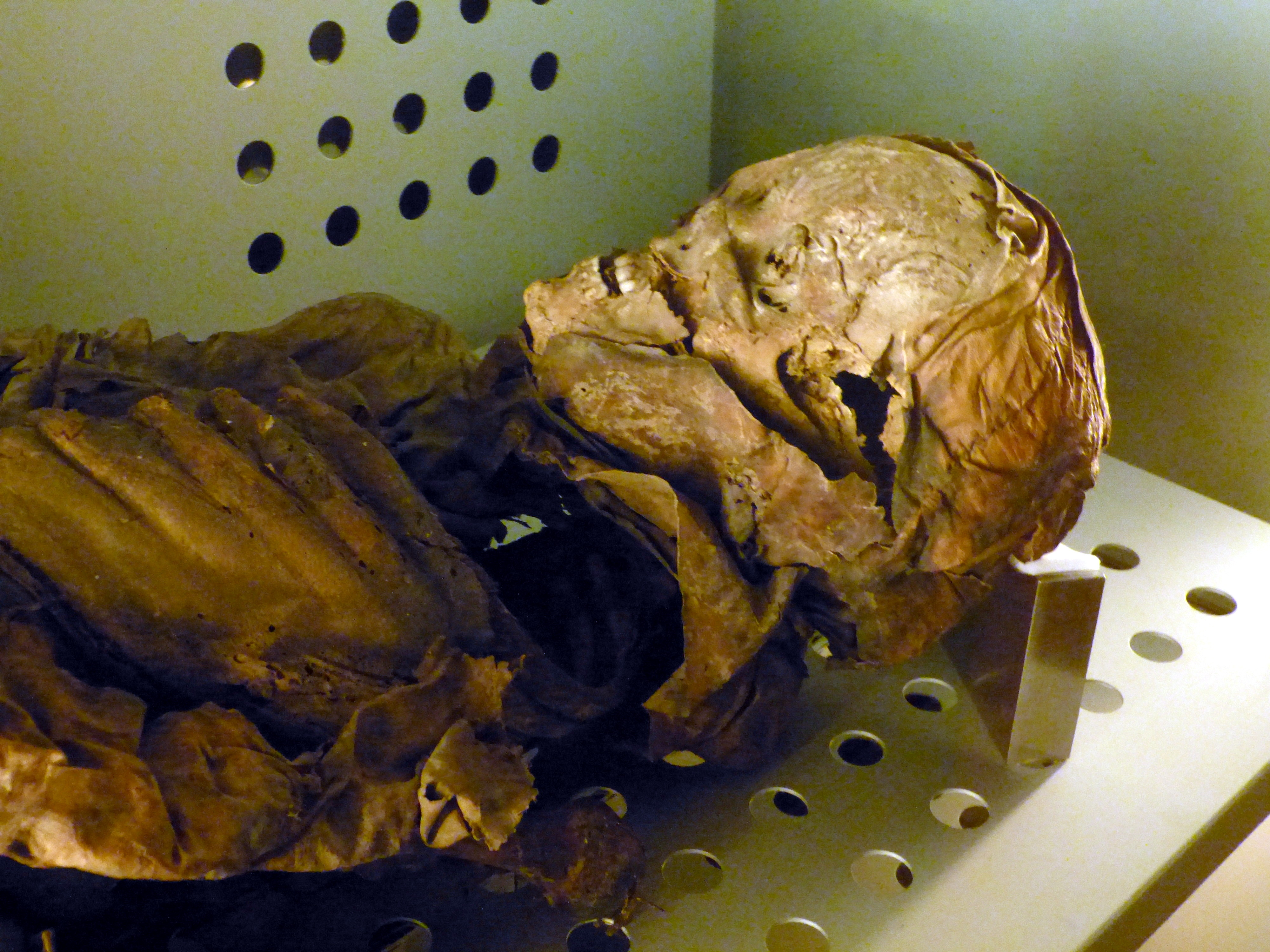
Múmia guanche (no Museo de la Naturaleza y el Hombre de Santa Cruz de Tenerife).

Múmias Guanche, os Guanches, os antigos habitantes das Tenerife (Ilhas Canárias, Espanha) mumificavam seus mortos.
Esta prática se destina a preservar o corpo do morto por técnicas de embalsamamento semelhantes as realizadas em outras civilizações antigas. Sua finalidade, ligada as suas crenças religiosas, era proteger o corpo e também para distinguir a relevância social. Embora múmias não tenham sido encontradas em todas as Ilhas Canárias, foi na ilha de Tenerife, onde alcançou a perfeição. De fato, pesquisas atuais afirmam que a prática da mumificação nas Ilhas Canárias se concentrou exclusivamente na ilha de Tenerife, enquanto em ilhas como Gran Canaria e La Palma foi preservada devido a fatores ambientais.
Significativamente a mumificação Guanche é em muitos aspectos semelhante ao praticado pelos antigos egípcios.
O Museu da Natureza e do Homem (Museu Arqueológico de Tenerife), Santa Cruz de Tenerife, exibe algumas das múmias, que durante séculos foram objeto de recolha e curiosidade científica na Europa.
Os restos mumificados mais antigos das Ilhas Canárias datam do século III d.C e foram encontrados em Tenerife.